# Güngören
Güngören é um pequeno distrito industrial de Istambul, na Turquia. Conta com uma população de 314 271 habitantes (2008).